# Union Scolaire Saint-Gilloise
Union Scolaire Saint-Gilloise was een Belgische voetbalclub uit Brussel. De club was bij de KBVB aangesloten met stamnummer 50 en had blauw en geel als kleuren.

## Geschiedenis
De club opgericht werd op 25 mei 1911 als een filiaal van Union Saint-Gilloise voor jeugdvoetbal. Union Scolaire werd door de bond erkend op 24 augustus 1911. De clubkleuren in 1912 waren blauw en geel-blauw shirt met een dwarse horizontale gele band. Bij de invoering van de stamnummers in 1926 kreeg men nummer 50 toegekend.
Union Scolaire werd autonoom op 1 juli 1947. De naam werd op 12 mei 1951 gewijzigd in Royale Union Scolaire Saint-Gilloise. Op 21 mei 1968 werd de club opgeheven. Het veld lag aan de Elzeboomlaan in Ukkel, en daarna aan de Joseph Bensstraat. 

## Bekende spelers
- José Chennaux